# Shinji Nakano (cyclisme)
Pour les articles homonymes, voir Nakano et Shinji Nakano.
Shinji Nakano (中野 慎詞, Nakano Shinji), né le 8 juin 1999 à Hanamaki, est un coureur cycliste japonais, spécialisé dans les disciplines de sprint sur piste. Il est notamment médaillé de bronze du keirin aux mondiaux sur piste de 2023.

## Biographie
En 2017, chez les juniors (17/18 ans), Shinji Nakano participe aux championnats d'Asie et remporte trois médailles. Il commence ses études à l'Université Waseda et continue à pratiquer ce sport, d'abord au niveau national et lors de championnats universitaires. Fin 2020, il devient coureur chez Dream Seeker Racing Team, une équipe japonaise sur piste UCI. En tant que membre de l'équipe Dream Seeker, il fait sa première apparition dans la Coupe des nations en mai 2021, remportant la vitesse par équipes de la manche de Hong Kong aux côtés de Tomohiro Fukaya et Yuta Obara. Il suit également en 2021 les cours de l'école japonaise du keirin, dont il obtient son diplôme plus tôt que prévu grâce à ses excellents résultats. 
En 2022, il participe aux courses japonaises de keirin avec de nombreux succès et devient double champion japonais du keirin et de la vitesse par équipes. Il commence également à se faire un nom à l'international en keirin. Il participe à la Ligue des champions 2022, où il prend la troisième place de l'épreuve de keirin à Saint-Quentin-en-Yvelines. L'année suivante, il remporte la Coupe des nations au Caire, ansi que des médailles aux championnats d'Asie et du Monde. En août 2023, il participe à ses premiers mondiaux sur piste chez les élites. Aligné sur le keirin, il atteint la finale, où il décroche la médaille de bronze, devançant les trois favoris Harrie Lavreysen, Jeffrey Hoogland et Jack Carlin.
Aux Jeux olympiques de 2024, il fait partie du quatuor japonais qui se classe dernier de la poursuite par équipes. En keirin, il parvient à se rendre en finale, où il est impliqué dans une chute de plusieurs coureurs et se classe quatrième.

## Palmarès

### Jeux olympiques
- Paris 2024
  - 4e du keirin
  - 10e de la poursuite par équipes

### Championnats du monde
| Édition / Épreuve          | Keirin | Vitesse par équipes |
| Montichiari 2017 (juniors) |        | 8e                  |
| Glasgow 2023               | Bronze |                     |

### Coupe des nations
- 2021
  - 1er de la vitesse par équipes à Hong Kong (avec Tomohiro Fukaya et Yuta Obara)
- 2023
  - 1er du keirin au Caire
- 2024
  - 2e du keirin à Adélaïde
- 2025
  - 3e du keirin à Konya

### Championnats d'Asie
- Neu-Delhi 2017 (juniors)
  -  Champion d'Asie de vitesse par équipes juniors (avec Keita Yamane et Kaito Kajihara)
  -  Médaillé d'argent de la vitesse juniors
  -  Médaillé de bronze de la poursuite par équipes juniors (avec Ken Sato, Taiki Shimizu et Shoki Kawano)
- Nilai 2023
  -  Médaillé d'argent du keirin
- Nilai 2025
  -  Champion d'Asie de keirin
  -  Champion d'Asie de vitesse par équipes (avec Kaiya Ota et Yoshitaku Nagasako)
  -  Médaillé d'argent de la vitesse

### Jeux asiatiques
- Hangzhou 2022
  -  Médaillé d'or de la vitesse par équipes

### Ligue des champions
- 2022
  - 3e du keirin à Paris

### Championnats nationaux
- Champion du Japon de keirin en 2022
- Champion du Japon de vitesse par équipes en 2022